# تریدینگ‌ویو
تریدینگ‌ویو (انگلیسی: TradingView) یک شبکه رسانه اجتماعی، پلتفرم تجزیه و تحلیل و برنامه تلفن همراه برای معامله گران و سرمایه گذاران است. این شرکت در سال ۲۰۱۱ تأسیس شد و دارای دفاتری در نیویورک و لندن است. در سال ۲۰۲۰، این شرکت در رتبه‌بندی ۱۳۰ وب سایت برتر جهان بر اساس الکسا قرار گرفت.

## تاریخچه
تریدینگ‌ویو در سال ۲۰۱۱ توسط کارآفرینان روسی، کنستانتین ایوانوف (مدیر ارشد فناوری)، دنیس گلوبا (مدیر عامل اجرایی) و استن بوکوف (مدیر عملیاتی) تأسیس شد. دفتر مرکزی تریدینگ‌ویو در نیویورک قرار دارد و دفتر مرکزی بازار اروپای آن در لندن است. هدف این پلتفرم این است که با بحث در مورد ایده‌های سرمایه‌گذاری در یک انجمن باز به کاربران در سراسر جهان کمک کند تا بازارهای مالی را بهتر درک کنند. در تابستان ۲۰۱۳، این پروژه برای شتاب‌دهنده استارت آپ Techstars انتخاب شد و در آنجا قراردادهایی با مایکروسافت و CME امضا کرد. این شرکت بعداً ۳٫۶ میلیون دلار بودجه از iTech Capital و سایر سرمایه گذاران (TechStars, Right Side Capital Management, Irish Angels) دریافت کرد.
در ماه مه ۲۰۱۸، این شرکت دور دیگری از سرمایه‌گذاری خطرپذیر را به مبلغ ۳۷ میلیون دلار به رهبری Insight Venture Partners , DRW Venture Capital و Jump Capital بست و TradeIT را خریداری کرد. در اکتبر ۲۰۲۱، به عنوان بخشی از دور بعدی تأمین مالی، تریدینگ ویو ۳ میلیارد دلار ارزش گذاری شد و ۲۹۸ میلیون دلار اضافی از سرمایه گذارانی، از جمله تایگر گلوبال جذب کرد.